# ویلای روتوندا

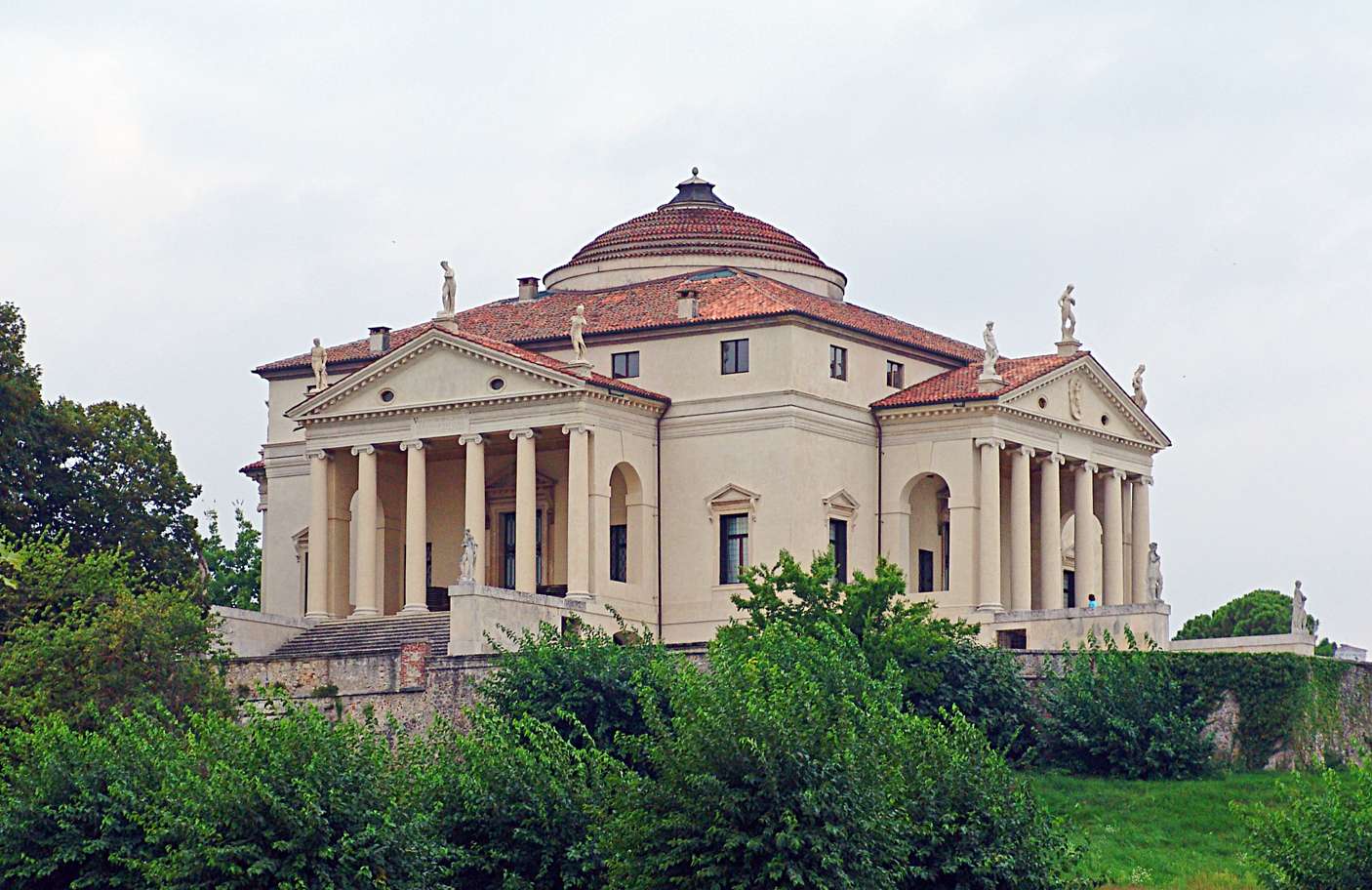
دورنمای ویلا روتوندا

ویلا روتوندا (به ایتالیایی: Villa La Rotonda) که با نام ویلا کاپرا (به ایتالیایی: Villa Capra) نیز شناخته می‌شود، یکی از معروف‌ترین ویلاهای عصر رنسانس است که توسط آندرئا پالادیو بر رو تپه‌ای ساخته شده است. این ساختمان با پلان ویژه‌اش کمال مطلوب معماری رنسانس بود.

## نگارخانه

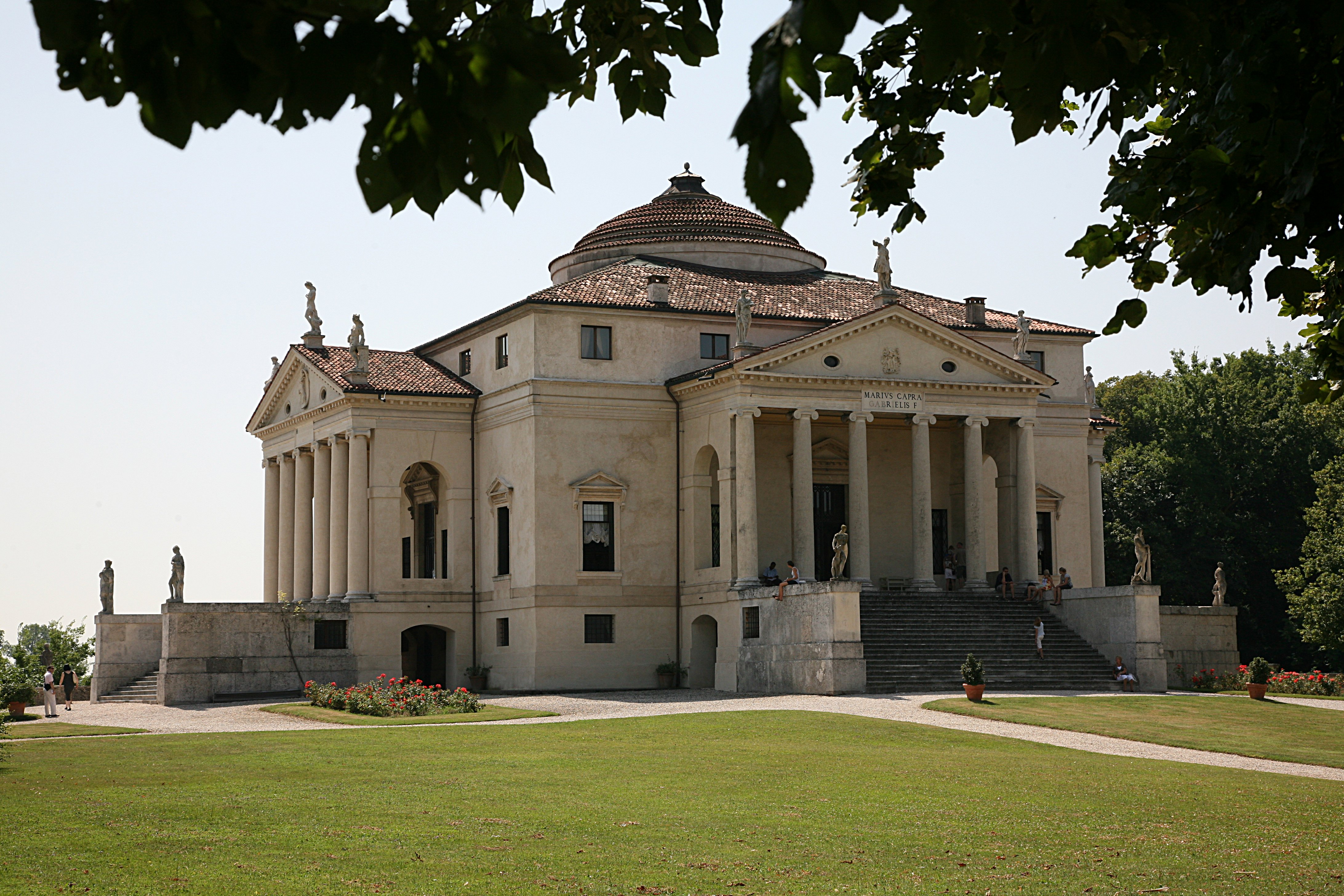
حیاط و مسیر حرکت
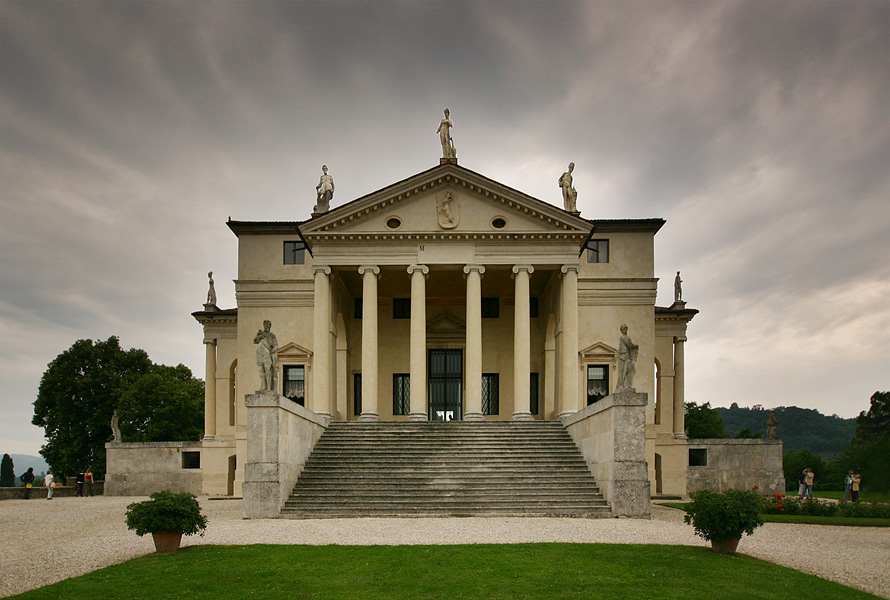
نمای اصلی
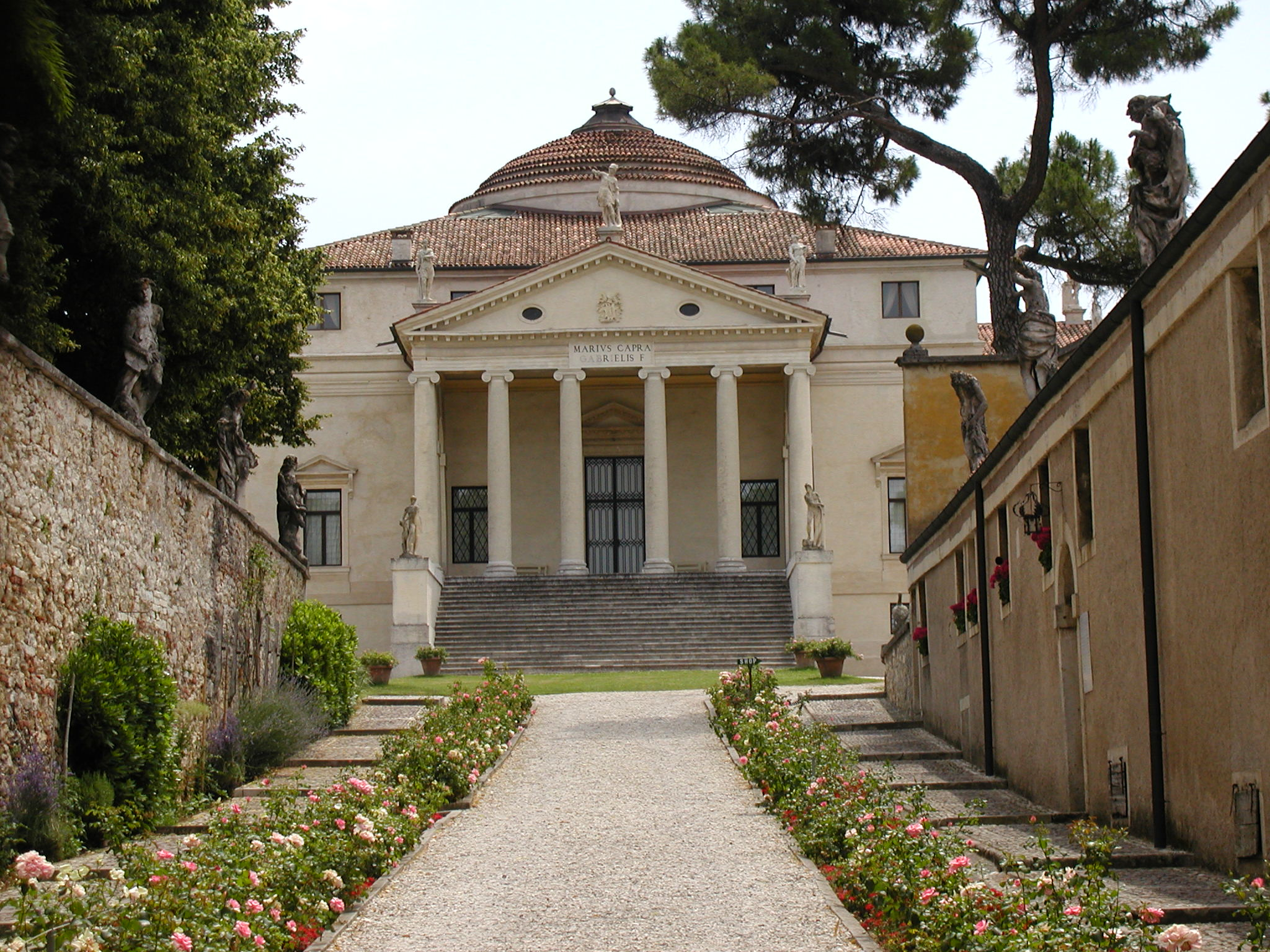
کوریدور خدماتی
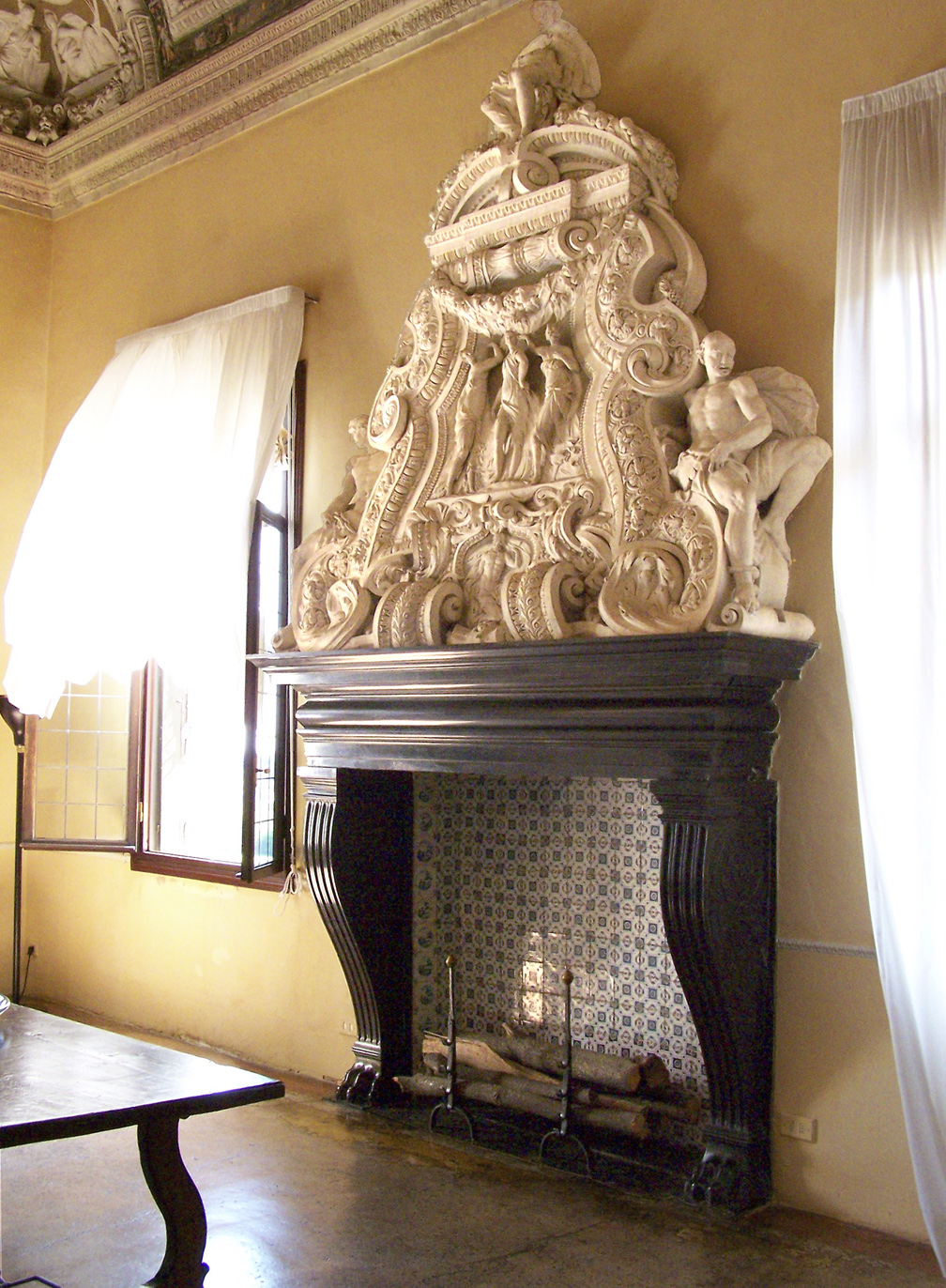
مرمر حجاری شدهٔ بالای شومینه
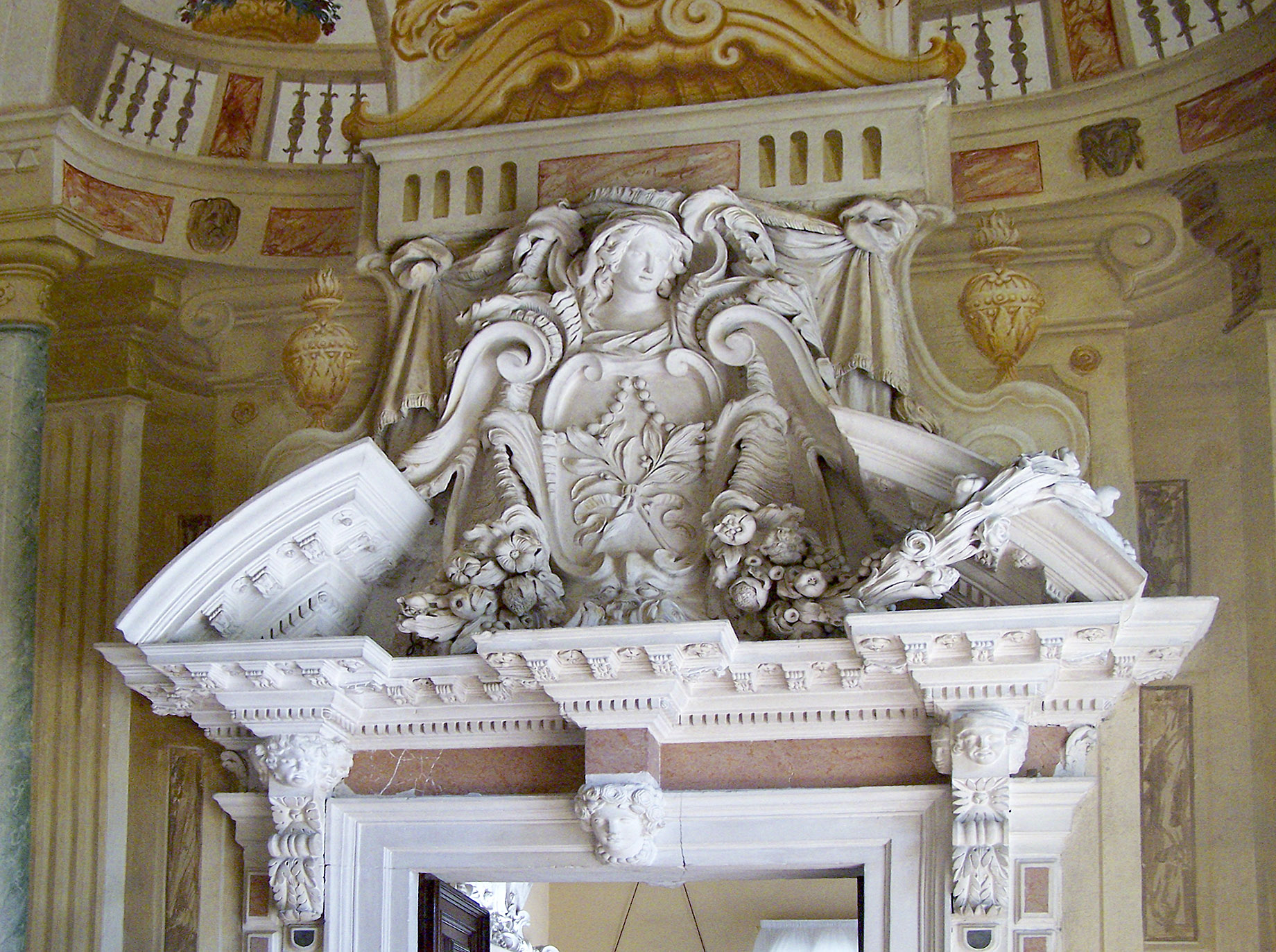
سنتوری (معماری) بالای در
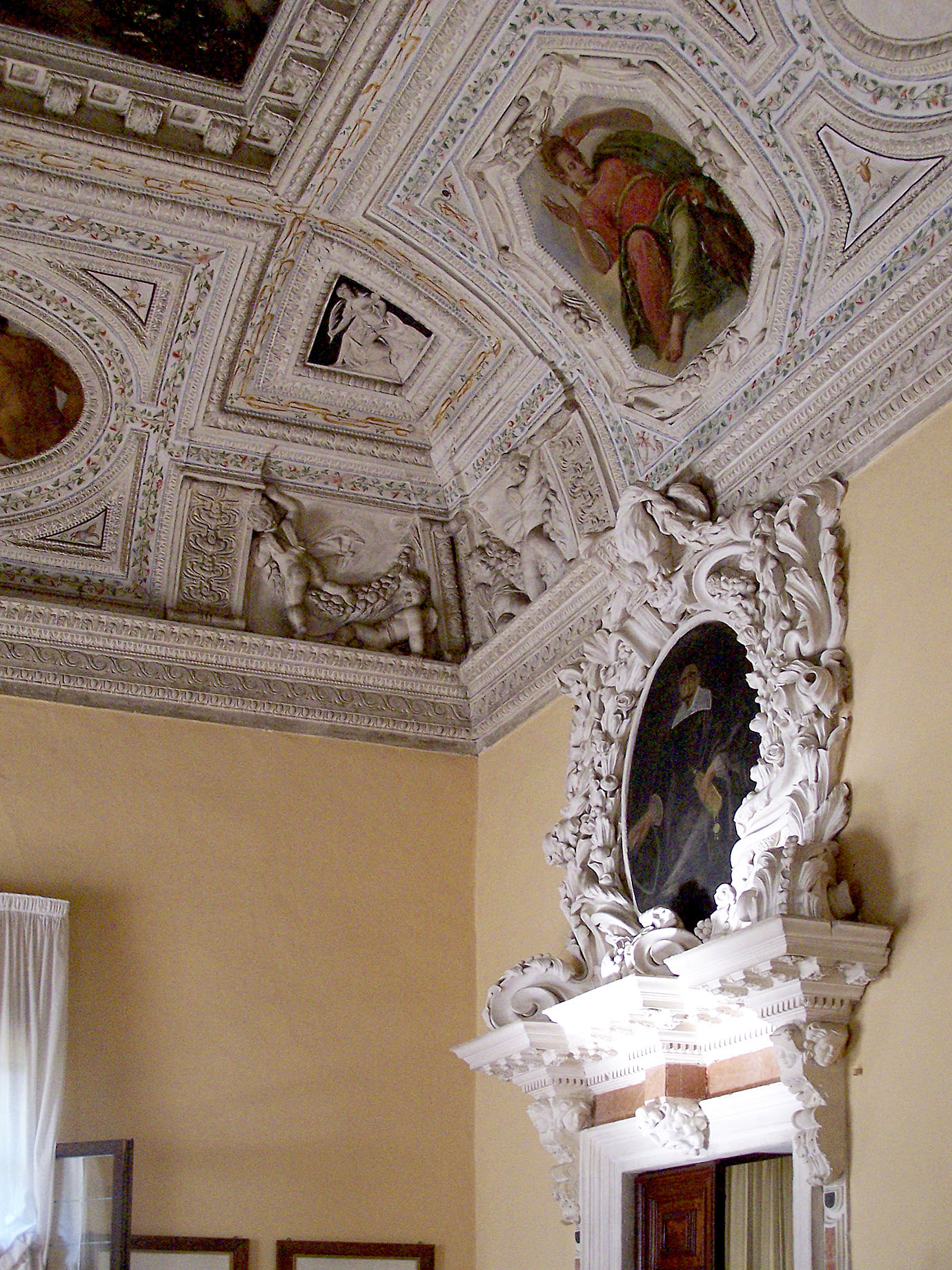
فرسکو
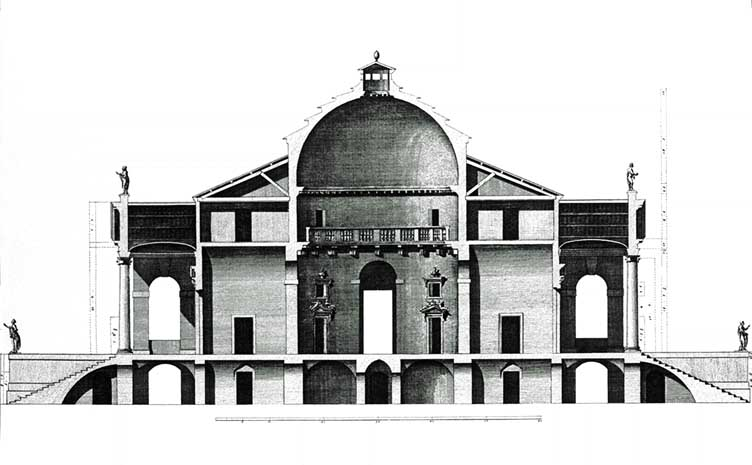
تصویر بنا در کتاب چهار کتاب معماری
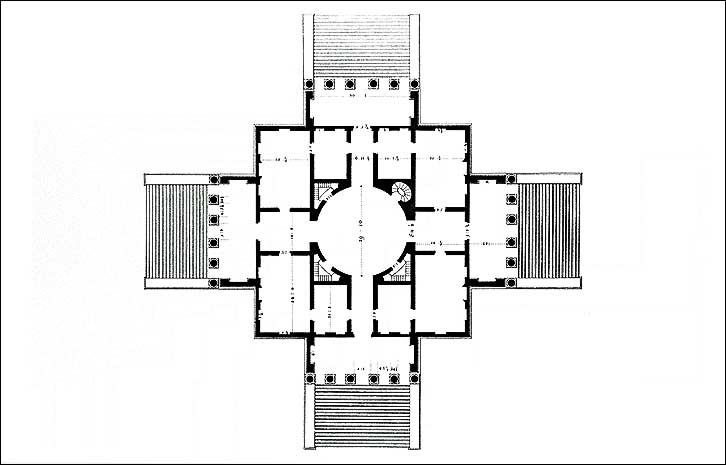
تصویر بنا در کتاب چهار کتاب معماری
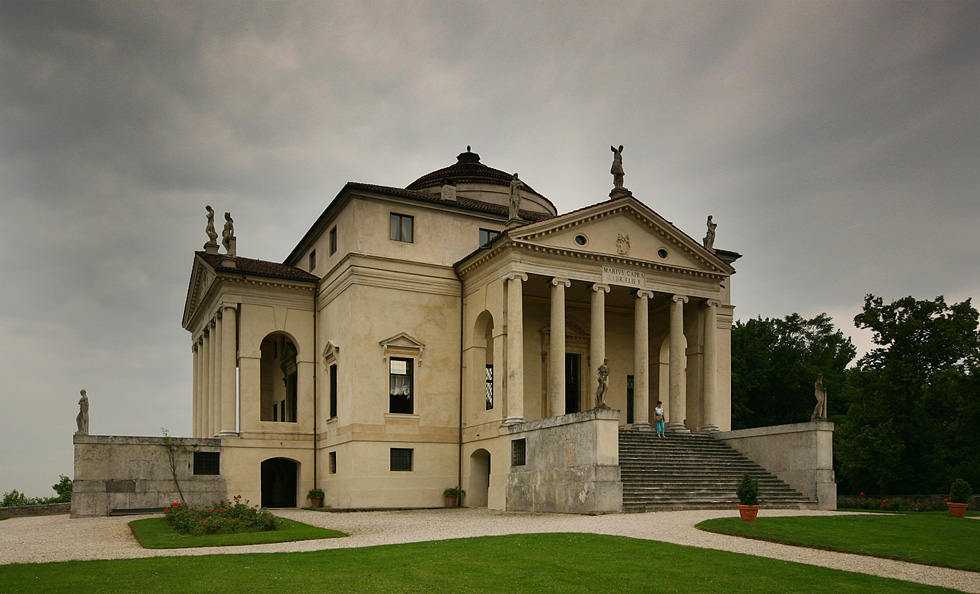
نمای کناری